# Pelastoneurus dorsalis
Pelastoneurus dorsalis är en tvåvingeart som beskrevs av Van Duzee 1923. Pelastoneurus dorsalis ingår i släktet Pelastoneurus och familjen styltflugor. Inga underarter finns listade i Catalogue of Life.